# Список ассирійських царів
Нижче наведено список правителів Ассирії. Його основою є так званий «Список ассирійських царів». Неповні варіанти цього документу було знайдено в усіх трьох ассирійських столицях — Ашшурі, Дур-Шаруккіні та Ніневії, також знайдено два окремих фрагменти. Завдяки хронології по лімму і тому, що для двох періодів ассирійської історії дійшли списки цих епонімів «Список ассирійських царів» можна більш-менш точно датувати. Сучасні дослідники в цілому вважають дані щодо років правління достовірними хоч між варіантами списку знайденими в різних місцях є деякі розбіжності. Після правління Ашшур-дана І дані збігаються, а до нього не повністю.
Слід зауважити, що хоч основою даного переліку став «Список ассирійських царів», але насправді більшість правителів з нього не були царями в нашому розумінні. Спершу стародавнє місто Ашшур управлялося вождями, потім потрапило під владу Саргона Аккадського, пізніше Ура які присилали туди своїх намісників енсі. Пізніше у місті з'явилися власні правителі — ішшіакуми. Це були верховні жерці Ашшура які відали будівництвом та храмовим господарством. Хоч їх влада була спадковою, але обмежувалася державною радою. Дуже довго ці «царі» були лише правителями окремого міста, що відображалося і в їх титулатурі — з XXI століття до нашої ери і до часів Енліль-нерарі надписи в Ашшурі правителі підписують за формулою «Я - таки-то, намісник Енліля, священик Ашшура, збудував (обновив) ..., за життя моє і благо мого міста». Згодом пізніше правителі міста стали одноосібними владиками які проголосили себе царями прийнявши титул шаркіш-шаті («цар багатьох»).
«Список ассирійських царів» не доходить до самого кінця існування Ассирії, але нижчеподаний перелік доповнено з інших джерел.
Традиційною є періодизація історії Ассирії з розбивкою на староассирійський, середньоассирійський та новоассирійський періоди. Але ця періодизація ґрунтується перш за все на лінгвістичних даних і хоч і є загальноприйнятою, але не прив'язана чітко до певних історичних подій. Якщо віднести певні тривалі явища ассирійської історії до якогось з періодів не складно, то визначити правління якого саме царя є межею наприклад середньо та новоассирійського періоду неможливо, а тому ця періодизація в таблиці не вживається.

## Царі староассирійського періоду
Після правління намісника за часів Третьої династії Ура, місто Ашшур стало незалежним близько 2000 р. до н. е., коли царство Ур почало занепадати. Його найпершими правителями, яких називають царями в Ассирійському списку царів, були Кіккія, Акія та Пузур-Ашшур I (№ 28 – 30 у списку), які не залишили жодних написів. Акія інакше невідомий, а Кіккія згадується лише в пізнішому написі як будівельник міської стіни, але Пузур-Ашшур I заснував династію, яка правила містом-державою Ашшур протягом дев'яти поколінь, поки аморейський правитель Шамші-Адад I не завоював Ашшур і не започаткував нову династію.
Пузур-Ашшур I змінив свого сина Шаллім-аххе (№ 31), засвідченого як будівельника храму Ашшура. Його онук Ілушума (№ 32) залишив напис, у якому повідомляється, що він розпочав роботи над храмом Інанни (Іштар) та водопостачанням, а також що він «встановив свободу аккадцям та їхнім дітям. Я очистив їхню мідь», дія, яка набула чинності «від боліт (біля Перської затоки)... до міста (Ашшура)». Це твердження стосується економічних заходів, спрямованих на посилення торговельних відносин з Вавилонією, що заклало основу для процвітання Ашшура як ринкового міста та торгового центру, який відвідували купці з Вавилонії та Сузи. Торгову політику Ілушуми продовжив його син Ерішум I (ХХ ст. до н. е.), який «встановив вільний обіг срібла, золота, міді, олова, аж до висівок та соломи». За його правління в Анатолії були засновані перші ассирійські торговельні колонії "kārum" (карум), після чого сухопутна торгівля Ашшура, яка зосереджувалася на експорті олова та вовняних тканин до Анатолії та імпорті звідти срібла та золота, досягла свого розквіту за царів № 35 – 37.
Першим правителем, тривалість правління якого зафіксовано у списку царів, був Ерішум I. Ця дата, очевидно, була доступна, оскільки саме за його правління було створено інститут ліммумів. Це була щорічна посада, власник якої служив епонімом, на честь якого ассирійці датували роки. Список царів у поєднанні з найдавнішим списком епонімів дає дати правління за «середньою хронологією».
Царі № 33 – 35 відомі з написів на цеглі, будівельному камені та предметах присвяти, що стосуються храмів Ашшура та Адада (Хадду). Царі № 33 – 37 також засвідчені їхніми печатками на офіційних листах, надісланих до ассирійської торговельної колонії Каніш в Анатолії. Довгий напис Ерішума I, знайдений у Каніші, фіксує його будівельну діяльність і свідчить про його турботу про здійснення правосуддя, особливо про те, щоб сторони та свідки говорили правду в місці суду, «Східчастій брамі» (де розміщувалися статуї семи божественних суддів). Це відображає традиційний обов'язок правителя (поряд із будівництвом та утриманням храмів) підтримувати справедливість.
Правитель носив титул «управителя (енсі) бога Ашшура», причому бог був справжнім «царем» міста, титул, який правителі Ашшура не використовували в цей період. У своєму листуванні правителі називали себе «наглядачами» (waklum) громадян, які призначали свого правителя «володарем» або rubā’um, «великим». Багато документів, знайдених у Каніші, свідчать про судову діяльність правителя разом із могутніми «міськими зборами». Характер влади правителя невідомий, оскільки написи не згадують військову діяльність, і хоча «резиденція» була визначною, жодного палацу не згадується (найдавніші знайдені фундаменти палацу в Ашшурі датуються приблизно 1600 р. до н. е.). Імена царів № 35 та 37, Саргона І та Нарам-Сіна, видають їхні амбіції, оскільки вони запозичили імена відомих давньоаккадських царів (Саргона Аккадського та Нарам-Сіна). Загалом, ці докази створюють картину процвітаючого міста-держави з шанованими храмами та важливим торговим центром, де домінувала торгова еліта; серед еліти правитель, який також інвестував у торгівлю, фігурував як перший серед рівних (primus inter pares) через свій тісний зв'язок з всенародним богом Ашшуром.

## Царі середньоассирійського періоду
Формування територіальної Ассирійської держави з центром у місті Ашшур мало велике значення для подальшої історії стародавнього Близького Сходу. Незрозуміло, що спонукало Ашшур до перетворення з торгового міста-держави на початку ІІ тисячоліття до н.е. (староассирійський період) на столицю експансіоністської територіальної держави та майбутньої імперії в середині-кінці ІІ тисячоліття до н.е. (середньоассирійський період, що відповідає пізній бронзовій добі). Протягом XIV ст. до н.е., подолавши обмеження через вплив Міттані над Верхньою Месопотамією, царі Ашшура встановили дипломатичні контакти з касситським царством Вавилонії та Новим царством Єгипту. На той час вони забезпечили собі територіальну базу в межах області, де домінувало Міттані, яка простягалася від Ашшура на північ і схід, включаючи такі важливі міста, як Ніневія та Арбела.
Здобуття Ассирією політичної автономії відзначається збільшенням кількості джерел, серед яких царські написи, адміністративні тексти, міжнародні листи та хроніки, а також артефакти та археологічні пам'ятки. Нові культурні моделі проявляються у священних та світських будівельних проектах. Нові риси та жанри розвивалися в мистецтві, архітектурі, мові та літературі; тим часом економічне значення земельної власності зростало, що супроводжувалося змінами в соціальній структурі. Це особливо очевидно в становищі правителя, роль якого стала моделюватися за прикладом навколишніх територіальних монархій, зберігаючи лише деякі сліди давніших ассирійських традицій. Правитель тепер використовував титул «цар» поряд з архаїчним «наглядачем» (waklum). Він визначав свою відповідальність перед богом міста Ашшуром, який невдовзі зайняв посаду верховного божества в ассирійській версії месопотамського пантеону, як його земний представник і первосвященник.
Хоча збереження царських ономастичних традицій показує, що царське походження продовжувало бути важливим джерелом легітимності, введення нових імен з кінця XIV ст. до н.е. свідчить про успішне впровадження нової концепції царювання. Багато імен середньоассирійських царів пізніше були прийняті правителями Новоассирійської імперії. Після сходження на престол цар регулярно служив епонімом протягом свого першого року правління. Царська влада зберігалася в межах однієї й тієї ж родини, з переважанням успадкування від батька до сина.
Ашшур-нірарі II (№ 68) — перший правитель, активну роль якого показують джерела. Відповідно, з точки зору історичної періодизації, кінець XV ст. до н.е. розглядається як прелюдія до середньоассирійського періоду. З правлінням Ашшур-убалліта I (№ 73) в середині XIV ст. до н.е. Ассирія розпочала масштабну територіальну експансію та вступила в міжнародну політику. Ашшур-убалліт І був першим ассирійським правителем, який прийняв такі титули, як «цар всесвіту» та «цар землі Ашур», що виражало претензії Ассирії на політичне панування. Ассирія досягла свого першого імперського апогею в XIII ст. до н.е., коли три царі, які тривалий час правили, заснували «землю Ашур» як територіальне царство у Верхній Месопотамії. Першим з них був Адад-нірарі I (№ 76), який загострив боротьбу за контроль над Ханігальбатом і зрештою зробив свого мітанійського колегу ассирійським васалом. Джезіре також була взята під контроль Ассирії, і була створена система провінцій, але вона ще не була сильною. Салманасар I (№ 77) та Тукульті-Нінурта I (№ 78) мали знову підкорити західні регіони імперії, просунувши її кордони до Євфрату. Тим часом регіони на півночі, які частково належали Хеттській імперії, створювали проблеми, які ассирійці намагалися вирішити як за допомогою систематичної політики поселень, так і за допомогою військової сили. Щоб контролювати щойно підкорені регіони, Ассирія розробила складну адміністративну бюрократію разом із клановою особистою ієрархією. Військовополонені та депортовані, а також здобич і данина відігравали важливу роль в ассирійській економіці, починаючи з XIII ст. до н.е..
Однак після смерті Тукульті-Нінурти I експансіоністська політика, що характеризувала перші століття середньоассирійського періоду, поступово змінилася на таку, що передбачала скорочення імперії, контрольованої Ашшуром, тим самим характеризувалося внутрішньою дестабілізацією та оборонною зовнішньою політикою. Роки голоду, наслідки попередньої політики депортації та створення автономних утворень на околицях імперії, разом із внутрішньою конкуренцією за владу, призвели до зменшення військових зіткнень та втрати територій. Однак внутрішня система оподаткування та рекрутингу, централізована організація ассирійського центру та становище Ашшура як столиці залишилися недоторканими, як і династична спадкоємність правлячої родини. Таким чином, після періоду нестабільності, що характеризувався швидким спадкоємством на троні, до кінця XII ст. до н.е. Ассирія відновила свої сили за Тіглатпаласара I (№ 87), і імперія була реструктурована. З його смертю могутність Ассирії знову зменшилася, хоча його наступники зберегли контроль над центральними землями Ассирії. Перехід до новоассирійського періоду, приблизно на рубежі ІІ - І тисячоліть до н.е., був не різким та тривалим процесом. Хоча археологічні дані вказують на розрив у поселеннях, а саме існував високий ступінь культурної спадкоємності від середнього до новоассирійського періоду.

## Царі новоассирійського періоду
Новоассирійський період можна розділити на два етапи:
1. IX ст. до н.е., протягом якого Ассирія прагнула контролювати джерела багатства силою зброї;
2. Середина VIII ст. до н.е. - кінець VII ст. до н.е., імперський етап. Реконструкцію історії цього періоду полегшує відносно велика кількість збережених царських написів[3], а також тогочасне листування та адміністративні записи другого етапу[4].

Царі IX ст. до н.е. Ашшурназірапал II (№ 101) (прав. 884 – 859 рр. до н.е.) та його син Салманасар III (№ 102) (прав. 859 – 824 рр. до н.е.) використали значну військову силу Ассирії, щоб відкрити для Ассирії доступ до ринків багатих на ресурси арамейських та хеттських царств на півночі Сирії та Анатолії, досягаючи середземноморських прибережних міст Фінікії та аж до царств Дамаск та Ізраїлю на півдні. Під час їхнього правління регулярно відбувалися щорічні розграбування та депортації населення. Переміщених осіб залучали до роботи над державними проектами та вони селилися в ассирійських містах, таких як Німруд. Безжальна різанина завойованих народів, описана в написах цих царів та зображена на палацових рельєфах, була інтерпретована як відображення політики «calculated frightfulness» (продуманого жаху), спрямованої на придушення опору. Контроль над землями на захід від Ассирії підтримувався з нових військово-торговельних центрів «kāru» (карум), заснованих у стратегічних точках та заселених ассирійцями, такими як Кар-Шалманасар (суч. Тель-Ахмар). Однак внутрішні слабкості, зокрема суперництво між спадкоємцями престолу та зростання амбітних регіональних губернаторів, гальмували подальше панування Ассирії до середини VIII ст. до н.е..
Тіглатпаласар III (№ 108) (прав. 745 – 727 рр. до н.е.) справедливо вважається засновником Новоассирійської імперії, оскільки саме він встановив методи імперського контролю, які здебільшого існували до падіння Ніневії в 612 р. до н.е. Він відновив централізовану владу, розділивши великі провінції на менші. Місцеві губернатори, чиї посади були обмежені, підтримувані ассирійськими гарнізонними військами, відповідали за збір податків, а також слідкували за дотриманням місцевого населення трудової повинності та військової служби. Новозавойовані території були анексовані як провінції, а їхніх мешканців депортували у віддалені райони імперії та замінювали вигнанцями з інших земель. Депортованих вважали ассирійськими громадянами, які повинні були «боятися бога та царя». В особливих випадках іноземні елітні бойові загони примусово вербувалися для посилення перерозтягнутої ассирійської армії. Ассирійське панування досягло небачених масштабів, простягаючись від кордону з Єгиптом на півночі Синайського півострова до Кілікії, звідти на схід до гір Загросу і аж до Перської затоки, де правив Тіглатпаласар ІІІ як «цар Ассирії та Вавилонії».
Протягом свого короткого правління його наступник Салманасар V (№ 109) (прав. 727 – 722 рр. до н.е.) здебільшого займався діями проти міст на фінікійському узбережжі та підкоренням Ізраїлю, і його столиці Самарії. Після його несподіваної смерті трон захопив Саргон II Ассирійський (№ 110) (прав. 722 – 705 рр. до н.е.), правитель бічної гілки царської родини. Він боровся за збереження завоювань Тіглатпаласара ІІІ та розширив кордони Ассирії на сході та півночі. Хоча він втратив Вавилонію на початку свого правління, Саргон напав і скинув халдейського Мардук-апла-іддіна II у 710 – 709 рр. до н.е. і був прийнятий у Вавилоні як цар і рятівник правлячими класами міста. Символом амбітної особистості Саргона було заснування ним нової столиці Дур-Шаррукін, «Форту Саргон». Після смерті Саргона на полі битви в Кілікії в 705 р. до н.е. в багатьох районах спалахнули повстання, і хоча його син Сіннаххеріб (№ 111) (прав. 705 – 681 рр. до н.е.) боровся за відновлення імперського контролю на всіх фронтах. Його державна діяльність була спрямована на консолідацію, а не на подальше територіальне розширення. Він запам'ятався своїм масштабним відновленням та розширенням колишньої столиці Ніневії. Незважаючи на його ранні кампанії у Вавилонії, постійні потрясіння там спонукали Сіннаххеріба вирішити свою «вавилонську проблему» шляхом безпрецедентного кроку – знищення Вавилону у 689 р. до н.е., що мало погіршити відносини між Ассирією та Вавилонією на десятиліття вперед. Вибір Сіннаххерібом Асархаддона своїм наступником призвів до його вбивства іншим сином у 681 р. до н.е., але за підтримки армії Асархаддон переміг своїх суперників.
Зійшовши на престол, Асархаддон (№ 112) (прав. 681 – 669 рр. до н.е.) змінив політику свого батька щодо Вавилона та спробував задобрити південного сусіда Ассирії, відбудувавши місто та його культ. Він був втягнутий у конфлікт з Єгиптом в результаті амбітної політики фараона Тахарка, кушитського царя (прав. 690 – 664 рр. до н.е.) з XXV династії Єгипту, який відкинув угоду з Ассирією, яку підтримували його попередники. Щоб захистити ассирійську гегемонію над багатими філістимлянами та фінікійську прибережну торгівлю – мету єгипетських походів у Леванті – Асархаддон здійснив походи до долини Нілу. Його перша спроба в 673 р. до н.е. була зірвана, але під час другої спроби, через два роки, йому вдалося включити Єгипет до складу імперії Ассирії. Однак Ассирія надмірно розширила свої межі, і Єгипет невдовзі повстав. Під час свого третього походу до Єгипту Асархаддон помер дорогою. Ашшурбаніпал, син і наступник Асархаддона, успадкував цю ситуацію та здійснив два походи (у 668 – 667 рр. до н.е. та 664 – 663 рр. до н.е.), щоб зберегти контроль Ассирії над Єгиптом. До середини наступного десятиліття Єгипет відновив свою незалежність, цього разу, схоже, за згодою Ассирії.
Асархаддон розділив імперію між двома синами: Ашшурбаніпал (№ 113) (прав. 669 – 627 рр. до н.е.) був царем Ассирії, а його брат Шамаш-шум-укін — був царем Вавилонії. Ця компромісність зрештою закінчилася, коли Шамаш-шум-укін повстав за підтримки еламітів та арабських союзників у 652 р. до н.е. Ашшурбаніпалу знадобилося чотири роки, щоб придушити повстання. Завоювання Вавилона в 648 р. до н.е. супроводжувалося війнами проти Еламу та захопленням Сузи через два роки. Окрім ведення війни, Ашшурбаніпал вважав себе людиною літератури. Він зібрав значну бібліотеку в Ніневії, яка значною мірою базувалася на копіях творів, зібраних з вавилонських міст. Ця колекція з понад 1500 табличок, знайдених під час розкопок Ніневії, дозволила сучасному світу оцінити багату літературну традицію стародавньої Месопотамії.
Унікальною культурною особливістю новоассирійського періоду, результатом масового переселення населення із заходу до центру Ассирії, була «арамеізація» Ассирії. Ці «нові ассирійці» знайшли свій шлях до імперської адміністрації, де їхній вплив можна побачити в прийнятті західних норм, наприклад, форми договору про лояльність адŷ, а також у введенні численних арамейських слів в ассирійську мову.
Боротьба за спадкоємність, що послідувала за смертю Ашшурбаніпала, спонукала Вавилон до повстання. Його самопроголошений цар Набопаласар воював з Ассирією понад десять років, а ближче до кінця в союзі з мідійським Кіаксаром. Разом вони перемогли Ассирію та захопили й зруйнували Ніневію в 612 р. до н.е.

## Список царів
| №     | Роки правління до нашої ери | Ім'я правителя                                                                          | Коментар |
| ----- | --------------------------- | --------------------------------------------------------------------------------------- | --- |
| 1     |                             | Тудія                                                                                   | |
| 2     |                             | Адам у                                                                                  | |
| 3     |                             | Янгі                                                                                    | |
| 4     |                             | Сахламу                                                                                 | |
| 5     |                             | Хархару                                                                                 | |
| 6     |                             | Мандару                                                                                 | |
| 7     |                             | Імсу                                                                                    | |
| 8     |                             | Харсу                                                                                   | |
| 9     |                             | Дідану                                                                                  | |
| 10    |                             | Хану                                                                                    | |
| 11    |                             | Зуабу                                                                                   | |
| 12    |                             | Нуабу                                                                                   | |
| 13    |                             | Абазу                                                                                   | |
| 14    |                             | Белу                                                                                    | |
| 15    |                             | Азарах                                                                                  | |
| 16    |                             | Ушпія                                                                                   | |
| 17    |                             | Апіашаль                                                                                | |
| 18    |                             | Хале                                                                                    | Син Апішаля |
| 19    |                             | Саману                                                                                  | Син Хале |
| 20    |                             | Хаяну                                                                                   | Син Саману |
| 21    |                             | Ілумер                                                                                  | Син Хаяну |
| 22    |                             | Якмесі                                                                                  | Син Ілумера |
| 23    |                             | Якмені                                                                                  | Син Якмесі |
| 24    |                             | Язкур-ілу                                                                               | Син Якмені |
| 25    |                             | Іла-кабкабу                                                                             | Син Язкур-ілу |
| 26    |                             | Аміну                                                                                   | Син Іла-кабкабу |
| 27    |                             | Сулілі                                                                                  | Син Аміну |
| 28    |                             | Кіккія                                                                                  | Ассирійська традиція приписувала йому будівництво міста. |
| 29    |                             | Акія                                                                                    | |
| -     |                             | Зарікум                                                                                 | |
| 30    | початок XX століття         | Пузур-Ашшур I                                                                           | |
| 31    |                             | Шаллім-аххе                                                                             | |
| 32    | близько 1945                | Ілушума                                                                                 | Здійснив набіг на південне Межиріччя |
| 33    | 1940-1901                   | Ерішум I                                                                                | Син Ілушума, правив 30/40 років |
| 34    | близько 1885                | Ікунум                                                                                  | Син Ерішума |
| 35    |                             | Саргон I (аккадською Шаррумкен — «Справжній цар»)                                       | |
| 36    |                             | Пузур-Ашшур II                                                                          | Син Саргона |
| 37    |                             | Нарам-Сін                                                                               | Син Пузур-Ашшура, правив (?) і чотири роки |
| 38    |                             | Ерішум II                                                                               | |
| 39    | 1813-1781                   | Шамші-Адад I (аккадською «Моє сонце — Адад»)                                            | Син Іла-кабкабу Скинув з трону Ерішума, посів його сам і правив 33 роки. |
| 40    | 1780-1741                   | Ішме-Даган I                                                                            | Син Шамші-Адада, правив 40 років. |
| 41-47 |                             | Ашшур-дугуль                                                                            | Нічий син, на початку його короткого правління на трон претендували також 6 інших самозванців Ашшур-апла-ідін, Насір-Сін, Сін-намір, Іпкі-Іштар, Адад-салулу, Адасі. Причому схоже одні правили ождночасно, інші ж змінювали одне одного |
| 48    | 1700-1691                   | Бел-бані                                                                                | Син Адасі, правив 10 років |
| 49    | 1690-1674                   | Лібая                                                                                   | Син Белубані, правив 17 років |
| 50    | 1673-1662                   | Шарма-Адад I                                                                            | Син Лібаї, правив 12 років |
| 51    | 1661-1650                   | Іптар-Сін                                                                               | Син Шарма-Адада, правив 12 років |
| 52    | 1649-1622                   | Базая                                                                                   | Син Іптар-Сіна правив 28 років |
| 53    | 1621-1616                   | Луллая                                                                                  | Нічий син, правив 6 років |
| 54    | 1615-1602                   | Шу-Нінуа                                                                                | Син Базаї, правив 14 років |
| 55    | 1601-1599                   | Шарма-Адад II                                                                           | Син Шу-Нінуа, правив 3 роки |
| 56    | 1598-1586                   | Ерішум III                                                                              | Син Шу-Нінуа, правив 13 років |
| 57    | 1585-1580                   | Шамші-Адад II (аккадською «Моє сонце — Адад»)                                           | Син Ерішума, правив 6 років |
| 58    | 1579-1564                   | Ішме-Даган II                                                                           | Син Шамші-Адада, правив 16 років |
| 59    | 1563-1548                   | Шамші-Адад III (аккадською «Моє сонце — Адад»)                                          | Син Ішме-Дагана, брат Шарма-Адада ІІ, син Шу-Нінуа, правив 16 років. |
| 60    | 1547-1522                   | Ашшур-нірарі I (аккадською «Ашшур, прийди на допомогу»)                                 | Син Ішме-Дагана, правив 26 років. |
| 61    | 1521-1498(1508)             | Пузур-Ашшур III                                                                         | Син Ашшур-Нерарі, правив 24/14 років. |
| 62    |                             | Елліль-націр I                                                                          | Син Пузур-Ашшура, правив 13 років |
| 63    |                             | Нур-ілі                                                                                 | Син Елліль-націра, правив 12 років |
| 64    |                             | Ашшур-шадуні                                                                            | Син Нур-ілі, правив 1 місяць |
| 65    |                             | Ашшур-рабі I (аккадською «Ашшур великий»)                                               | Елліль-націр повали його і зайняв трон. |
| 66    |                             | Ашшур-надін-аххе I                                                                      | Син Ашшур-рабі |
| 67    | 1420-1415                   | Елліль-націр II                                                                         | Брат Ашшур-рабі, скинув його і правив 6 років |
| 68    | 1414-1408                   | Ашшур-нірарі II (аккадською «Ашшур, прийди на допомогу»)                                | Син Елліль-націра, правив 6 років |
| 69    | 1407-1399                   | Ашшур-бел-нішешу                                                                        | Син Ашшур-нерарі, правив 9 років |
| 70    | 1398-1391                   | Ашшур-рім-нішешу (аккадською «Ашшур, телець народу»)                                    | Син Ашшур-бел-нішешу правив 8 років. |
| 71    | 1390-1381                   | Ашшур-надін-аххе II                                                                     | Син Ашшур-рім-нішешу, правив 10 років |
| 72    | 1380-1354                   | Еріба-Адад I (аккадською «Адад примножив»)                                              | Син Ашшур-бел-нішешу, правив 27 років |
| 73    | 1353-1318                   | Ашшур-убалліт I                                                                         | Син Еріба-Адада, правив 36 років. За його правління Ассирія остаточно відновлює свою незалежність, а ішшіакуми Ашшура починають звати себе царями.                                                                                       |
| 74    | 1317-1308                   | Елліль-нірарі                                                                           | Син Ашшур-убалліта, правив 10 років |
| 75    | 1307-1296                   | Арік-ден-ілі                                                                            | Син Елліля-нірарі, правив 12 років. |
| 76    | 1295-1264                   | Адад-нірарі I (аккадською «Адад прийди на допомогу»)                                    | Син Арік-ден-ілі, правив 32 роки |
| 77    | 1263-1234                   | Салманасар I (аккад. Шульману-ашаред — «[Бог] Шульману (Салман) — предводитель»)        | Син Адад-нірарі, правив 30 років |
| 78    | 1233-1197                   | Тукульті-Нінурта I                                                                      | Син Салманасара, правив 37 років. |
| 79    | 1196-1193                   | Ашшур-надін-апал                                                                        | Син Тукульті-Нінурти, захопив трон за життя батька і правив 4 роки. |
| 80    | 1192-1187                   | Ашшур-нірарі III (аккадською «Ашшур, прийди на допомогу»)                               | Син Ашшур-надін-аплі, правив 6 років |
| 81    | 1186-1182                   | Енліль-кудуррі-уцур                                                                     | Син Тукульті-Нінурти, правив 5 років. |
| 82    | 1181-1179                   | Нінурта-апал-Екур                                                                       | Син Іла-Хадда, нащадок Еріба-Адада захопив трон і правив 3 роки. |
| 83    | 1178-1133                   | Ашшур-дан I                                                                             | Син Ашшур-надін-аплі, правив 46 років. |
| 84    |                             | Нінурта-Тукульті-Ашшур                                                                  | Син Ашшу-дана, правив недовго. |
| 85    |                             | Мутаккіль-Нуску                                                                         | Брат Нінурта-тукульти-Ашшура, якого вигнав до Вавилону, правив недовго. |
| 86    | 1132-1115                   | Ашшур-реш-іші I (аккадською «Ашшур радіє»)                                              | Син Мутаккиль-Нуску, правив 18 років. |
| 87    | 1114-1076                   | Тукульті-апал-Ешарра I (аккадською Тукульті-апал-Ешарра — «Захисти спадкоємця, Ешарра») | Син Ашшур-реш-іші, правив 39 років |
| 88    | 1075-1074                   | Ашаред-апал-Екур                                                                        | Син Тіглатпаласара, правив 2 роки |
| 89    | 1073-1056                   | Ашшур-бел-кала                                                                          | Син Тіглатпаласара, правив 18 років |
| 90    | 1055-1054                   | Еріба-Адад II (аккадською «Адад примножив»)                                             | Син Ашшур-бел-кала, правив 2 роки |
| 91    | 1053-1050                   | Шамші-Адад IV (аккадською «Моє сонце — Адад»)                                           | Молодший син Тіглатпаласара I,він скинув свого брата Еріба-Адада, посів трон і правив 4 роки |
| 92    | 1049-1031                   | Ашшур-націр-апал I (аккадською «Ашшур бережи спадкоємця»)                               | Син Шамші-Адада IV, правив 19 років |
| 93    | 1030-1019                   | Шульману-ашаред II (аккад. Шульману-ашаред — «[Бог] Шульману (Салман) — предводитель»)  | Син Ашшур-націр-апала, правив 12 років |
| 94    | 1018-1013                   | Ашшур-нірарі IV (аккадською «Ашшур, прийди на допомогу»)                                | Син Салманасара II, правив 6 років |
| 95    | 1012-972                    | Ашшур-рабі II (аккадською «Ашшур великий»)                                              | Син Ашшур-націр-апала, зайняв престол після смерті свого старшого брата Салманасара і свого племінника Ашшур-нірарі, правив 41 рік |
| 96    | 971-967                     | Ашшур-реш-іші II (аккадською «Ашшур радіє»)                                             | Син Ашшур-рабі, правив 5 років |
| 97    | 966-935                     | Тіглатпаласар II (аккадською Тукульти-апал-Ешарра — «Захисти спадкоємця, Ешарра»)       | Син Ашшур-реш-іші, правив 32 роки |
| 98    | 934-912                     | Ашшур-дан II                                                                            | Син Тіглатпаласара, правив 23 роки. |
| 99    | 911-891                     | Ададнерарі II (аккадською «Адад прийди на допомогу»)                                    | Син Ашшур-дана, правив 21 рік II |
| 100   | 890-884                     | Тукульті-Нінурта II                                                                     | Син Адад-нірарі, правив 7 років |
| 101   | 883-859                     | Ашшур-назір-апал II (аккадською «Ашшур бережи спадкоємця»)                              | Син Тукульті-Нінурти, правив 25 років |
| 102   | 858-824                     | Шульману-ашаред III (аккад. Шульману-ашаред — «Шульману (Салман) — предводитель»)       | Син Ашурназірпала, правив 35 років |
| 103   | 823-811                     | Шамші-Адад V (аккадською «Моє сонце — Адад»)                                            | Син Салманасара, правив 13 років. Його дружиною була вавилонянка Шаммурамат, що стала прообразом Семіраміди |
| 104   | 810-783                     | Адад-нірарі III (аккадською «Адад прийди на допомогу»)                                  | Син Шамші-Адада, правив 28 років |
| 105   | 782-773                     | Салманасар IV (аккад. Шульману-ашаред — «[Бог] Шульману (Салман) — предводитель»)       | Син Адад-нерарі, правив 10 років |
| 106   | 772-755                     | Ашшур-дан III                                                                           | Син Салманасара, правив 18 років |
| 107   | 754-745                     | Ашшур-нірарі V                                                                          | Син Адад-нерарі, правив 10 років |
| 108   | 744-727                     | Тіглатпаласар III (аккадською Тукульти-апал-Ешарра — «Захисти спадкоємця, Ешарра»)      | Син Ададнерарі, правив 18 років |
| 109   | 726-722                     | Салманасар V (аккад. Шульману-ашаред — «[Бог] Шульману (Салман) — предводитель»)        | Син Тіглатпаласара, правив 5 років. |
|       |                             |                                                                                         | Далі наводяться правителі відсутні в «Списку ассирійських царів», який очевидно був складений в часи Саргона ІІ |
| 110   | 721-705                     | Саргон II (аккадською Шаррумкен — «Справжній цар»)                                      | Молодший син Тіглатпаласара III |
| 111   | 704-681                     | Сінаххеріб                                                                              | |
| 112   | 680-669                     | Асархаддон (аккадською — Ашшур подарував брата)                                         | Син Сінаххеріба. |
| 113   | 668-635/631/627 (?)         | Ашшурбаніпал                                                                            | |
| 114   | 634-624 (?)                 | Ашшур-етель-ілані                                                                       | |
| 115   |                             | Сін-шум-лішір                                                                           | |
| 116   | до 612                      | Сін-шар-ішкун                                                                           | |
| 117   | 611-609                     | Ашшур-убалліт II                                                                        | |